# 分配関数
統計力学において、分配関数（ぶんぱいかんすう、英: Partition function）または状態和（じょうたいわ、英: state sum, sum over states）はカノニカル分布の理論で導入される量である。カノニカル分布では、温度、体積、粒子数が指定された熱平衡状態において、系があるエネルギーℰ=Ei
の状態をとる確率P(Ei)はボルツマン因子e−βEi
に比例する。このとき、分配関数Z は系がとりうる全ての状態についてのボルツマン因子の和 ∑
ie−βEiで定義される。また、P(Ei)はボルツマン因子を分配関数で規格化したe−βEi/Z
で与えられる。分配関数を表す記号Z はドイツ語で状態和を表す語Zustandssummeに由来し、マックス・プランクによって導入されたものである。化学分野では記号 Z の代わりに記号 Q を用いることがあり、IUPACは両者の表記を採用している。統計力学の形成において、アンサンブル理論を導入したウィラード・ギブズは相積分、マックス・プランクは状態和と呼び、後にラルフ・ファウラーは分配関数と名付けた。熱力学との対応において、ヘルムホルツの自由エネルギーF は分配関数とF=−β −1·lnZの関係で結びつき、熱平衡状態における系の熱力学的量は分配関数から全て求められる。
一方、グランドカノニカル分布において同様の役割を担う関数を大分配関数（だいぶんぱいかんすう、英: Grand partition function）と呼び、{\displaystyle \Xi \,}あるいは{\displaystyle {\mathcal {Z}}}で表す。

## 分配関数
系の取りうる全ての状態の集合を Ω とし、系が状態 ω∈Ω にあるときのエネルギーを {\displaystyle {\mathcal {E}}(\omega )} とするとき、分配関数 Z(β) は
{\displaystyle Z(\beta )=\sum _{\omega \in \Omega }\exp\{-\beta {\mathcal {E}}(\omega )\}}
によって定義される。和の中の {\displaystyle \exp\{-\beta {\mathcal {E}}(\omega )\}} はボルツマン因子と呼ばれる。カノニカルアンサンブルは熱浴と接触する閉鎖系を表現するアンサンブルである。パラメータ β は熱浴を特徴づける量で、熱浴の温度と解釈される。熱力学温度 T とは β=1/kT の関係にあり、逆温度と呼ばれる。k はボルツマン定数である。分配関数に定数を乗じることはエネルギーの基準値をずらすことに等しい。分配関数の大きさそのものには意味がない。
熱平衡状態において、系がエネルギーℰ=Eiの状態を取る確率は
{\displaystyle P(E_{i})={\frac {g_{i}e^{-\beta E_{i}}}{Z}}}
で与えられる。ここでgiはエネルギーEiの状態の縮退度であり、これはℰ(ω)=Eiを満たす状態ω∈Ω の数である 。系が取りうるエネルギーEiにわたる分子の和は
{\displaystyle \sum _{i}g_{i}e^{-\beta E_{i}}=\sum _{\omega \in \Omega }e^{-\beta {\mathcal {E}}(\omega )}=Z}
であり、確率P(Ei)の和は分配関数によって1に規格化される。物理量Aの期待値は
{\displaystyle \langle A\rangle =\sum _{i}A(E_{i})P(E_{i})={\frac {1}{Z}}\sum _{i}g_{i}A(E_{i})e^{-\beta E_{i}}}
となる。特にエネルギーEについては、
{\displaystyle \langle E\rangle ={\frac {1}{Z}}\sum _{i}g_{i}Ee^{-\beta E_{i}}=-{\frac {1}{Z}}{\frac {\partial Z}{\partial \beta }}=-{\frac {\partial \ln {Z}}{\partial \beta }}}
と分配関数の対数微分で表される。

### 量子系
量子系においては、系の状態はヒルベルト空間上の状態ベクトル {\displaystyle \vert \psi \rangle } で表される。ある状態における物理量は量子論的な演算子で与えられ、特にエネルギーはハミルトン演算子 {\displaystyle {\hat {\mathcal {H}}}} で与えられる。したがって、分配関数は
{\displaystyle Z(\beta )=\sum _{\psi }\langle \psi \vert \exp\{-\beta {\hat {\mathcal {H}}}\}\vert \psi \rangle }
となる。
状態ベクトルはパラメータ n で指定される正規直交完全系 {\displaystyle \vert n\rangle } により
{\displaystyle \vert \psi \rangle =\sum _{n}c_{n}\vert n\rangle ,~\langle \psi \vert =\sum _{n}{\bar {c}}_{n}\langle n\vert }
と展開される。状態ベクトルに対する和は展開係数に関する積分に置き換えられるので
{\displaystyle {\begin{aligned}Z(\beta )&=\prod _{l}\int dc_{l}d{\bar {c}}_{l}\sum _{m,n}c_{n}{\bar {c}}_{m}\langle m\vert \exp\{-\beta {\hat {\mathcal {H}}}\}\vert n\rangle \\&=\sum _{m,n}\prod _{l}\int dc_{l}d{\bar {c}}_{l}c_{n}{\bar {c}}_{m}\langle m\vert \exp\{-\beta {\hat {\mathcal {H}}}\}\vert n\rangle \\&=C\sum _{m,n}\delta _{m,n}\langle m\vert \exp\{-\beta {\hat {\mathcal {H}}}\}\vert n\rangle \\&=C\sum _{n}\langle n\vert \exp\{-\beta {\hat {\mathcal {H}}}\}\vert n\rangle \\\end{aligned}}}
となる。分配関数の大きさそのものには意味がないので係数 C を除くことができて、最終的には
{\displaystyle Z(\beta )=\sum _{n}\langle n\vert \exp\{-\beta {\hat {\mathcal {H}}}\}\vert n\rangle }
となる。トレースを用いれば
{\displaystyle Z(\beta )=\mathrm {tr} [\exp\{-\beta {\hat {\mathcal {H}}}\}]}
と表現できる。
量子系では通常はハミルトン演算子を対角化するエネルギー固有状態を用いて表現される。エネルギー量子数 i と対応するエネルギー固有値 Ei により
{\displaystyle Z(\beta )=\sum _{i}\mathrm {e} ^{-\beta E_{i}}}
となる。
ここで ∑i は全てのエネルギー固有状態についての和であり、縮退などがある場合には注意を要する。

### 古典系
古典系では、状態変数は連続的に変化するので、状態毎の和をとることが出来ない。そこで、粗視化を行い、位置と運動量が「あまり変わらない」状態を同一の状態と考える。
例えば、1次元空間内の1粒子からなる系では、量子状態が位相空間において「面積」2πℏに1つの割合で分布すると考え、ボルツマン因子e−βEの位相空間上の積分を2πℏで割ったものを分配関数と定義する。
{\displaystyle Z(\beta )={\frac {1}{2\pi \hbar }}\iint {\mathrm {d} }p\,{\mathrm {d} }q\,e^{-\beta H(p,q)}}
ここで、H(p,q)は位相空間上の点(p,q)におけるハミルトニアンである。

これは系がd次元空間内のN個の同一粒子からなる場合にも簡単に拡張できて、
{\displaystyle Z(\beta ,N)={\frac {1}{N!\,(2\pi \hbar )^{Nd}}}\iint \!\cdots \!\int {\mathrm {d} }^{d}p_{1}\cdots {\mathrm {d} }^{d}p_{N}\,{\mathrm {d} }^{d}q_{1}\cdots {\mathrm {d} }^{d}q_{N}\,e^{-\beta H({\mathbf {p} }_{1},\cdots ,{\mathbf {p} }_{N},{\mathbf {q} }_{1},\cdots ,{\mathbf {q} }_{N})}}
ここで、N!は、粒子が区別出来ないことによる状態の数え過ぎを補正するための項である。

## 独立な系への分解
系のハミルトニアンが
{\displaystyle H=H_{a}+H_{b}+H_{c}+\cdots }
と独立な項に分けられ、対応するエネルギーが
{\displaystyle E=E_{a}+E_{b}+E_{c}+\cdots }
という部分和に表される場合、分配関数は
{\displaystyle Z=Z_{a}\cdot Z_{b}\cdot Z_{c}\cdots }
という積の形で表される。
粒子間の相互作用のない粒子数N の系においては、分配関数は1粒子の分配関数Z1によって、
{\displaystyle Z=(Z_{1})^{N}}
とZ1のN乗の形に表される。

## 大分配関数
系の取りうる全ての状態の集合を Ω とし、系が状態 ω∈Ω にあるときのエネルギーを {\displaystyle {\mathcal {E}}(\omega )}、粒子数を {\displaystyle {\mathcal {N}}(\omega )} とするとき、大分配関数 Ξ(β,μ) は
{\displaystyle \Xi (\beta ,\mu )=\sum _{\omega \in \Omega }\exp\{-\beta {\mathcal {E}}(\omega )+\beta \mu {\mathcal {N}}(\omega )\}}
によって定義される。グランドカノニカルアンサンブルは熱浴、粒子浴と接触する解放系を表現するアンサンブルである。パラメータ μ は粒子浴の化学ポテンシャルである。

### 分配関数との関係
集合 Ω を粒子数 N によって
{\displaystyle \Omega (N)=\{\omega \in \Omega ;{\mathcal {N}}(\omega )=N\}}
{\displaystyle \Omega =\coprod _{N}\Omega (N)}
の非交和に分解する。これを用いて大分配関数を変形すれば
{\displaystyle {\begin{aligned}\Xi (\beta ,\mu )&=\sum _{N}\sum _{\omega \in \Omega (N)}\exp\{-\beta {\mathcal {E}}(\omega )+\beta \mu {\mathcal {N}}(\omega )\}\\&=\sum _{N}\mathrm {e} ^{\beta \mu N}\sum _{\omega \in \Omega (N)}\exp\{-\beta {\mathcal {E}}(\omega )\}\\&=\sum _{N}\mathrm {e} ^{\beta \mu N}Z(\beta ,N)\\&=\sum _{N}\lambda ^{N}Z(\beta ,N)\\\end{aligned}}}
となる。ここで λ=eβμ は活量である。大分配関数は粒子数 N の分配関数の母関数と見ることができる。

## 熱力学との関係
分配関数は統計力学を熱力学に関係付ける上で重要な関数である。
系のヘルムホルツエネルギー F(β) は
{\displaystyle F(\beta )=-{\frac {1}{\beta }}\ln Z(\beta )}
で定義される。
温度の関数として表されたヘルムホルツエネルギーは完全な熱力学関数であり、系の熱力学的な性質の全てを導くことが可能である。
この式はカノニカルアンサンブルにおいて、マクロな熱力学関数をミクロな統計力学に基づいて導く式である。
大分配関数を用いて定義される
{\displaystyle J(\beta ,\mu )=-{\frac {1}{\beta }}\ln \Xi (\beta ,\mu )}
はグランドポテンシャルと呼ばれる。温度と化学ポテンシャルの関数としてのグランドポテンシャルも完全な熱力学関数であり、グランドカノニカルアンサンブルにおいて、統計力学に基づいて熱力学関数を導く式である。
別の表現として、逆温度 β の関数として表された以下の関数も完全な熱力学関数になっている。
{\displaystyle \Psi (\beta )=-\beta F(\beta )=\ln Z(\beta )}
{\displaystyle q(\beta ,\alpha )=-\beta J(\beta ,\alpha /\beta )=\ln \Xi (\beta ,\alpha /\beta )}
Ψ をマシュー関数、 q をクラマース関数という。

## 状態密度Ω、分配関数Z、大分配関数Ξの関係
熱力学関数どうしがルジャンドル変換で関係づけられていることに対応して、状態密度 Ω(E, V, N)、分配関数 Z(β, V, N) および大分配関数 Ξ(β, V, μ) の間はラプラス変換を通じて結びついている。
{\displaystyle {\begin{aligned}Z(\beta ,V,N)&=\int _{0}^{\infty }e^{-\beta E}\Omega (E,V,N)\mathrm {d} E,\\\Xi (\beta ,V,\mu )&=\sum _{N=0}^{\infty }e^{\beta \mu N}Z(T,V,N)\end{aligned}}}
の関係がある。
また、等温定圧集団については分配関数 Z(β, V, N) から
{\displaystyle {\mathcal {Z}}(T,P,N):=\int _{0}^{\infty }Z(T,V,N)e^{-PV/kT}\mathrm {d} V}
で与えられるT-P分配関数を用いて、
{\displaystyle G(T,P,N)=-kT\ln {\mathcal {Z}}(T,P,N)}
でギブス自由エネルギーを表すことができる。

## 分配関数の例

### 調和振動子
古典系
N個の独立な調和振動子から構成される古典系を考える。調和振動子の質量をmとし、角振動数をωとする。系のハミルトニアンは
{\displaystyle H_{N}=\sum _{i=1}^{N}{h(q_{i},p_{i})}=\sum _{i=1}^{N}{\biggl (}{\frac {p_{i}^{\,2}}{2m}}+{\frac {1}{2}}m\omega ^{2}q_{i}^{\,2}{\biggr )}}
となる。但し、
{\displaystyle h(q_{i},p_{i})={\frac {p_{i}^{\,2}}{2m}}+{\frac {1}{2}}m\omega ^{2}q_{i}^{\,2}}
は一つの調和振動子のハミルトニアンであり、それぞれの調和振動子は区別できるとする。このとき、分配関数は調和振動子間の相互作用が無いことから
{\displaystyle {\begin{aligned}Z(\beta ,N)&={\frac {1}{(2\pi \hbar )^{N}}}\iint \!\cdots \!\int \mathrm {d} p_{1}\cdots \mathrm {d} p_{N}\,\mathrm {d} q_{1}\cdots \mathrm {d} q_{N}\,e^{-\beta H_{N}}\\&={\biggl (}{\frac {1}{(2\pi \hbar )}}\iint \mathrm {d} p_{i}\mathrm {d} q_{i}\,e^{-\beta h(q_{i},p_{i})}{\biggr )}^{N}\\&={\bigl (}Z(\beta ,1){\bigr )}^{N}\end{aligned}}}
とZ(β,1)の積で表される。ここでe-β h(qi, pi)のqiにわたる積分が(2πm/β)1/2に、piにわたる積分が(2π/mω2β)1/2になることから
{\displaystyle Z(\beta ,1)={\frac {1}{\hbar \beta \omega }}}
{\displaystyle Z(\beta ,N)={\biggl (}{\frac {1}{\hbar \beta \omega }}{\biggr )}^{N}}
となる。
量子系
N個の独立な調和振動子から構成される量子系を考える。調和振動子の質量をmとし、角振動数をωとする。一つの調和振動子のハミルトニアン(qi,pi)に対するエネルギー固有値は
{\displaystyle E_{n_{i}}=\hbar \omega {\biggl (}n_{i}+{\frac {1}{2}}{\biggr )}\quad (n_{i}=0,1,2,\cdots )}
であり、系のハミルトニアンNのエネルギー固有値は
{\displaystyle E=\sum _{i=1}^{N}E_{n_{i}}=\sum _{i=1}^{N}\hbar \omega {\biggl (}n_{i}+{\frac {1}{2}}{\biggr )}}
になる。このとき、分配関数は
{\displaystyle {\begin{aligned}Z(\beta ,N)&=\sum _{n_{1}=0}^{\infty }\cdots \sum _{n_{N}=0}^{\infty }\exp {{\biggl (}-\beta \sum _{i=1}^{N}E_{n_{i}}}{\biggr )}\\&=\sum _{n_{1}=0}^{\infty }\cdots \sum _{n_{N}=0}^{\infty }\prod _{i=1}^{N}e^{-\beta E_{n_{i}}}\\&=\prod _{i=1}^{N}\sum _{n_{i}=0}^{\infty }e^{-\beta E_{n_{i}}}\\&=(Z(\beta _{,}1))^{N}\end{aligned}}}
となる。一つの調和振動子におけるZ(β,1)は
{\displaystyle Z(\beta ,1)=\sum _{n=0}^{\infty }e^{-\beta E_{n}}=e^{-{\frac {1}{2}}\beta \hbar \omega }\sum _{n=0}^{\infty }e^{-\beta \hbar \omega n}}
となる。これは等比級数であるから、
{\displaystyle Z(\beta ,1)={\frac {e^{-{\frac {1}{2}}\beta \hbar \omega }}{1-e^{-\beta \hbar \omega }}}={\biggl [}2\sinh {\frac {\beta \hbar \omega }{2}}{\biggr ]}^{-1}}
と求まり、
{\displaystyle Z(\beta ,N)={\bigl (}Z(\beta ,1){\bigr )}^{N}={\biggl [}2\sinh {\frac {\beta \hbar \omega }{2}}{\biggr ]}^{-N}}
になる。

### 単原子分子の理想気体
N個の単原子分子の粒子から構成される理想気体の古典系を考える。単原子分子の質量をmとする。i番目の粒子の正準座標をqi=(qix, qiy, qiz)、正準運動量をpi=(pix, piy, piz)とすると系のハミルトニアンは
{\displaystyle H_{N}=\sum _{i=1}^{N}{h(q_{i},p_{i})}=\sum _{i=1}^{N}{\frac {1}{2m}}{\bigl (}p_{ix}^{\,2}+p_{iy}^{\,2}+p_{iz}^{\,2}{\bigr )}}
となる。但し、
{\displaystyle h(q_{i},p_{i})={\frac {1}{2m}}{\bigl (}p_{ix}^{\,2}+p_{iy}^{\,2}+p_{iz}^{\,2}{\bigr )}}
は1粒子のハミルトニアンである。このとき、分配関数は粒子間の相互作用が無いことから
{\displaystyle {\begin{aligned}Z(\beta ,N)&={\frac {1}{N!\,(2\pi \hbar )^{3N}}}\iint \!\cdots \!\int \mathrm {d} ^{3}p_{1}\cdots \mathrm {d} ^{3}p_{N}\,\mathrm {d} ^{3}q_{1}\cdots \mathrm {d} ^{3}q_{N}\,e^{-\beta H_{N}}\\&={\frac {1}{N!}}{\biggl (}{\frac {1}{(2\pi \hbar )^{3}}}\iint \mathrm {d} ^{3}p_{i}\mathrm {d} ^{3}q_{i}\,e^{-\beta h(q_{i},p_{i})}{\biggr )}^{N}\\&={\frac {1}{N!}}{\bigl (}Z(\beta ,1){\bigr )}^{N}\end{aligned}}}
とZ(β,1)の積で表される。ここでe-β h(qi, pi)のqi=(qix, qiy, qiz)にわたる積分が体積V、pi=(pix, piy, piz)にわたる積分が(2πm)3/2になることから
{\displaystyle Z(\beta ,1)=V{\biggl (}{\frac {m}{2\pi \hbar ^{2}\beta }}{\biggr )}^{\frac {3}{2}}=V{\biggl (}{\frac {2\pi m}{h^{2}\beta }}{\biggr )}^{\frac {3}{2}}}
{\displaystyle Z(\beta ,N)={\frac {V^{N}}{N!}}{\biggl (}{\frac {m}{2\pi \hbar ^{2}\beta }}{\biggr )}^{\frac {3N}{2}}={\frac {V^{N}}{N!}}{\biggl (}{\frac {2\pi m}{h^{2}\beta }}{\biggr )}^{\frac {3N}{2}}}
となる。

### 注
1. ↑  エネルギーの縮退がある場合は、縮退度の考慮が必要となる。

## 関連記事
- 統計力学
- 統計集団
  - カノニカルアンサンブル - グランドカノニカルアンサンブル
- 状態数
- 熱力学